# Solomon Kane
Pour les articles homonymes, voir Kane et Solomon Kane (film).
Solomon Kane est un personnage de fiction littéraire créé par Robert E. Howard. Le personnage apparait pour la première fois en août 1928 dans le magazine Weird Tales dans une histoire intitulée Red Shadows parfois nommée Solomon Kane.

## Description
« Solomon Kane était un homme grand et maigre ; son visage très blanc et ténébreux, ses yeux profonds et rêveurs étaient rendus encore plus sombres par le costume foncé et austère de Puritain qu’il aimait porter. ». Solomon Kane, anglais du XVIe siècle nous est ainsi décrit par Robert E. Howard, surtout connu pour la plus célèbre de ses créations : Conan. Antithèse du fameux Cimmérien, Kane apparaît comme un homme sobre, taciturne, fuyant le vin et les femmes, ne se livrant à l’aventure que lorsqu’un « plan céleste » l’exige. Son nom fait directement référence à la sagesse du Roi Salomon et à la malédiction de Caïn, coupable d'avoir tué son frère Abel. Ses aventures font la part belle au fantastique et relèvent de la sword and sorcery, un sous-genre de la fantasy.

## Solomon Kane et le fanatisme religieux
Bras vengeur de Dieu armé d'une épée et de ses deux pistolets, le personnage est un véritable fanatique à l'obstination proche de la folie quand il s’agit de traquer le Mal sous toutes ses formes. Il n'est pas rare de voir Solomon se jeter dans la bataille avec une confiance aveugle (voire suicidaire), l’œil étincelant d’excitation. Prêt à mourir pour son Dieu, certain de jouir du bonheur éternel pour sa bravoure, obéissant à un dessein dépassant – du moins le croit-il – sa propre volonté. Son combat est juste, il ne peut donc échouer. Et quand il s’agit d'administrer son juste châtiment à l’assassin, il considère que Dieu l’autorise à tuer. Ainsi, en bon fanatique, Kane s’autorise par délégation céleste à accomplir ce qu’il reproche précisément à ses victimes : le meurtre.
Solomon Kane échappe cependant à l’étiquette d’intégriste qu’on pourrait facilement lui coller dans un contexte contemporain en considérant le manichéisme tranché de l'univers où il évolue. Le Bien et le Mal sont clairement identifiables chez Howard : sorciers, vampires, zombies, etc. constituent la majeure partie du bestiaire auquel le Puritain se voit confronté. Le Mal auquel s’attaque Solomon Kane est infernal, diabolique, immédiatement reconnaissable. Sous cet angle, son fanatisme nous paraît donc justifié et permet l’assentiment du lecteur pour son comportement et ses agissements.
En outre, Solomon Kane est très éloigné de l’inquisiteur borné et sadique que l'on assimile généralement au fanatisme religieux. Sage, compatissant, protecteur des faibles, l’homme relève plus de l’archange guerrier luttant contre le Diable plutôt que du bourreau moralisateur (tels que le Punisher). On ne voit jamais Solomon Kane châtier des êtres coupables de menus péchés : bien qu’obéissant à une morale puritaine très stricte, il ne l'applique qu’à sa seule personne.
Son intégrisme se limite donc aux seuls criminels, et il ne s'intéresse pas aux hommes qui ont sombré dans la « débauche » et la « décadence » (d’un point de vue puritain) tant qu’ils ne nuisent pas à leurs semblables. On le voit même faire preuve de compréhension et de compassion pour un esprit vengeur, avant de l'aider à accomplir sa vendetta en lui offrant sa proie sur un plateau pour arrêter ses massacres aveugles (Des Crânes et des Étoiles).

## Solomon Kane et la passion
Personnage des plus ambigus, sinon paradoxal, Solomon Kane justifie donc sa passion pour l’aventure, le voyage et les combats par la volonté du Ciel. Il est impensable pour lui de reconnaître qu’il agit simplement pour son plaisir. C’est là une autre singularité de Kane, passionné par sa croisade, mais qui s’obstine à masquer sa fougue sous un masque d’austérité ; car on ne peut lutter contre le Mal en y prenant goût, le plaisir étant - de son point de vue - malsain. Mais Solomon Kane est avant tout un justicier, or on ne peut aimer la justice sans passion.
Il n’est pas rare de le voir confronté, au début de son aventure, à un enfant en détresse sauvagement martyrisé par des brutes. Généralement, il s’agit là du déclencheur destiné à le pousser vers l'aventure, de la source du fanatisme aveugle de Kane : sauvegarder l’innocence en toutes circonstances et, si besoin est, laver dans le sang l’affront qui lui a été fait à n’importe quel prix.
Pendaison, viol, Howard ne renonce devant rien pour mettre le feu aux poudres du tempérament fanatique de son personnage : il traversera tous les océans et les continents (plusieurs de ses nouvelles se situent en Afrique), subira les lacérations des griffes d’un démon, mais il retrouvera l’assassin et le châtiera comme il se doit, sans jamais renoncer, tel l’œil de Dieu suivant Caïn dans sa tombe.

## Éditions françaises
En 2 volumes (Solomon Kane & Le Retour de Kane) :
- Nouvelles Éditions Oswald (1981) puis Fleuve noir (1991) - Traduction de François Truchaud
Intégrale :
Éditions Bragelonne en 2008  (ISBN 9782352942047), puis rééditée en 2013  (ISBN 9782352947158) - Nouvelle traduction, introduction et postface de Patrice Louinet
Édition illustrée non censurée agrémentée d'un inédit contenant :
- Solomon Kane
- Des Crânes dans les Étoiles
- La Main Droite du Destin
- Bruits d'Ossements
- Les Collines des Morts
- La Lune des Crânes
- The One Black Stain
- La Noire Souillure
- La Flamme Bleue de la Vengeance[2]
- Poème sans titre (nommé Le retour de Sir Richard Grenville dans les précédentes éditions)
- Des Ailes dans la Nuit
- Des Bruits de Pas à l'Intérieur
- Solomon Kane's Homecoming
- Le Retour de Solomon Kane

## Poèmes
Le premier est écrit en 1578 The One Black Stain par Robert E. Howard publié dans The Howard Collector #2 en 1962, un autre en 1610 "Solomon Kane's Homecoming" publié dans Fanciful Tales en 1936.

## Comics
Le personnage est adapté en comics :
- 1973 : dans Monsters Unleashed! #1 Marvel Comics (Roy Thomas, Ralph Reese)
- 1973 : dans Dracula Lives Marvel Comics (Alan Weiss)
- 1974 : dans The Savage Sword of Conan (une vingtaine d'épisodes) Marvel Comics (Doug Moench)
- 1975 : Kull and the Barbarians Marvel Comics (Alan Weiss, Neal Adams, Pablo Marcos)
- 1976 : Marvel Premiere #33-34 Marvel Comics (Howard Chaykin)
- 1979 : Marvel Preview #19 (Donald F. Glut, Will Meugniot, Steve Gan)
- 1985 : à 1986 chez Marvel Comics The Sword of Solomon Kane #1-6, (mini série) (Bret Blevins, Ralph Macchio, Steve Carr, Mike Mignola, Bill Sienkiewicz, Kevin Nowlan, Jim Shooter & Carl Potts éditeurs)
- 1991 : The Conan Saga #50 Marvel Comics (Alan Rowlands, Steve Carr, Sandy Plunkett et Al Williamson)
- 2008 : The Saga of Solomon Kane,  #1-5 chez Dark Horse comics (Scott Allie, John Cassaday, Mario Guevara, Dave Stewart)
- 2009 : The Chronicles Of Solomon Kane Dark Horse comics (regroupe toutes les histoires publiées chez Marvel)
- 2010 : Solomon Kane: Death's Black Riders Dark Horse comics (Scott Allie, Mario Guevara, Darick Robertson)

## Cinéma
Une adaptation cinématographique est sortie le 23 décembre 2009, James Purefoy joue son rôle.

## Adaptations en jeux
Le personnage a clairement servi d'inspiration pour l'archétype du répurgateur dans l'univers de Warhammer. Le répurgateur y est en effet décrit comme un personnage austère et déterminé dont l'occupation principale consiste à chasser les ennemis de l'humanité, principalement des démons, sorciers fous ou morts-vivants. Il est généralement représenté coiffé d'un chapeau puritain à larges bords, armé d'une épée et d'un ou plusieurs mousquets.
Solomon Kane a également inspiré plusieurs jeux de rôles. The Savage World of Solomon Kane, édité par Great White Games, fonctionne, comme le titre l'indique, selon le système Savage Worlds. 
Solomon Kane est également le titre d'un jeu de rôle amateur, créé par Olivier Legrand et diffusé gratuitement.
Solomon Kane va être prochainement adapté en jeu de plateau avec figurines par l’éditeur Mythic Games, sous licence Cabinet Entertainment. Le jeu sera lancé sur Kickstarter en juin 2018.